# 朗甲-船頭之戰
郎甲戰役（法語：Campagne de Kep）發生於1884年10月2日至15日，是中法戰爭期間位於北越的一場重要交戰。奥斯卡·德·尼格里將軍率領的法軍部隊在林（10月6日）、郎甲（10月8日）、船頭（10月10日）等地擊敗了潘鼎新的廣西軍

## 註腳
1. 1 2 3  Huard, 439–42; Lecomte, Lang-Son, 53–66 and 103
2. 1 2 3  Huard, 442–6; Lecomte, Lang-Son, 67–86 and 103–4; Vie militaire, 53–69
3. ↑  Huard, 446–51; Lecomte, Lang-Son, 87–105